# پیتر کاپلی
پیتر کاپلی (انگلیسی: Peter Copley؛ ۲۰ مه ۱۹۱۵ – ۷ اکتبر ۲۰۰۸) بازیگر اهل بریتانیا بود.
از فیلم‌ها یا برنامه‌های تلویزیونی که وی در آن نقش داشته‌است، می‌توان به الیور توئیست، کفش‌های ماهیگیر، ورق، مرد بدون بدن، تنها شانس من، داستان دو شهر، راز سوم، مهارت …و نحوه به دست آوردنش، کمک!، بذله‌گوها، جین ایر، هنسی، بر سر شیطان فریاد بکش، پلنگ سیاه، امپراتوری خورشید، قلمرو بهشت و پوآرو اشاره کرد.